# Dungoorus frater
Dungoorus frater är en skalbaggsart som beskrevs av Smith 2007. Dungoorus frater ingår i släktet Dungoorus och familjen Rutelidae. Inga underarter finns listade i Catalogue of Life.